# 筆順
筆順（ひつじゅん）とは、漢字の筆画を組み合わせていく順序である。「書き順」とも表される。

## 概説
漢字の筆順は1字につき1つとは限らず、広く用いられる筆順が2つ以上ある漢字や、時代または国や地域、技術によっても差異が見られるなど、筆順に明確なルールがあるわけではない。ベクタースキャンやラスタースキャンなど極端に異なった筆順も用いられている。
日本では1958年（昭和33年）に文部省（当時）から「筆順指導の手びき」が示された。この「筆順指導の手びき」（1958年（昭和33年）文部省編）は教育漢字881字について学習指導上に混乱を来たすことのないよう筆順をできるだけ統一する目的をもって作成されたが、文部省の「手びき」にも、
と明示しており、したがって、これをもって唯一正しい筆順と根拠づけることはできないものとされる。
「手びき」には「広く用いられる筆順が、2つ以上あるもの」として、「上」「点」「店」「取」「最」「職」「厳」「必」「発」「登」「感」「盛」「馬」「無」「興」が例示されている。もちろん、これらは例であって、このほかにも2つ以上筆順がある漢字は少なくない。
また、行書で漢字を書く際には筆順が異なることがある。現行の義務教育諸学校教科用図書検定基準には、書写の教科書について「漢字の筆順は、原則として一般に通用している常識的なものによっており、行書で筆順が異なる字については、適切な説明を加えていること」とあり、「手びき」に準拠することを求めていない。

## 筆順の原則
「筆順指導の手びき」（1958年（昭和33年））の「4.本書の筆順の原則」から、抜粋・編集した。
- 大原則1……上から下へ

上から下へ（上の部分から下の部分へ）書いていく。

- 大原則2……左から右へ

左から右へ（左の部分から右の部分へ）書いていく。

- 原則1……横画が先

横画と縦画とが交差する場合は、ほとんどの場合、横画を先に書く。〔例外〕原則2の場合

- 原則2……横画が後（原則1の例外）

横画と縦画とが交差したときは、次の場合に限って、横画を後に書く。
- 田

- 田の発展したもの

- 王

- 王の発展したもの

- 原則3……中が先

中と左右があって、左右が1、2画である場合は、中を先に書く。

〔例外〕忄（りっしんべん）、火

- 原則4……外側が先

囗（くにがまえ）のように囲む形をとるものは、先に書く。

（注）匚（はこがまえ）、匸（かくしがまえ）は、次のように書く。

- 原則5……左払いが先

左払いと右払いとが交差する場合は、左払いを先に書く。

- 原則6……貫く縦画は最後

字の全体を貫く縦画は、最後に書く。

- 原則7……貫く横画は最後

字の全体を貫く横画は、最後に書く。

〔例外〕世

- 原則8……横画と左払い

横画が長く、左払いが短い字では、左払いを先に書く。

横画が短く、左払いが長い字では、横画を先に書く。

- 原則では説明できないもの
  - 繞（にょう）には、先に書く繞と、後に書く繞とがある。

繞を先に書く……処、起、勉、題など
繞を後に書く……近、建、直など
  - 先に書く左払いと、後に書く左払いとがある。

左払いを先に書く……九、皮、成、及など
左払いを後に書く……力、刀、原、反など

## 内外地域差
日本と同様に言語表記に漢字を用いる中国や台湾では筆順にそれぞれ基準があり、学校教育で日本とは異なる筆順が指導されているものもある。日本と中国とで標準的な筆順が異なる字として「右」などがある。
「戈」の例
| 日本・中国・韓国・香港・マカオの筆順（払いを先に書く） |
| 台湾の筆順（点を先に書く）                             |

「玉」の例
| 日本の筆順（真ん中の縦画を先に書く）                     |
| 中国・台湾・香港・マカオの筆順（真ん中の横画を先に書く） |

「有」の例
| 日本の筆順（払いを先に書く）                     |
| 中国・台湾・香港・マカオの筆順（横画を先に書く） |

「飛」の例
| 日本の筆順（真ん中の縦画を先に書く）                       |
| 中国・台湾・香港・マカオの筆順（真ん中の縦画を最後に書く） |

同じ国・地域でも書家がそれぞれ独自の筆順で書くこともある。
「必」の例
| 欧陽詢、王羲之、柳公権など                                                                             |
| 蘇軾、顔真卿、王献之など（日本の『筆順指導の手びき』でとった筆順だが、他の筆順を否定するものではない） |
| 智永、張旭など                                                                                         |
| 中国・台湾・香港の学校で教えている筆順（「心」を書いた後にはらい）                                     |
| 中国の別の書き方                                                                                       |

また、中国政府は1997年に一部の漢字の筆順を調整したことがあったから、改正前と改正後に初等教育を受けた世代には違いが見られる。
「方」の例
| 1997年以降の筆順（折れを先に書く）。日本の筆順と同様                                         |
| 1997年までの筆順（払いを先に書く）。それ以前に初等教育を受けた世代はこの筆順で書くことが多い |